# Ngụy Chương
Ngụy Chương (tiếng Trung: 魏章, ? - ?) là một ngoại khách và tướng của nước Tần trong thời Chiến Quốc.

## Tiểu sử
Ngụy Chương vốn là người nước Ngụy, nhưng sau đó đã bỏ sang Tần và phục vụ Tần Huệ Văn vương cùng với Trương Nghi.
Năm 313 TCN, Sở Hoài vương cử tướng Khuất Cái hợp lực với Tề để chiếm đất Khúc Ốc của nước Tần, sau đó bao vây đất Du Trung. Tần Huệ Văn vương sợ liên minh Sở-Tề nên sai Trương Nghi đến nước Sở để dụ Sở Hoài vương bỏ liên minh với Tề bằng cách đề nghị nhượng 600 dặm đất Thương Ư. Sở Hoài vương thèm muốn vùng đất Thương Ư trù phú nên không nghe lời khuyên của Trần Chẩn và rơi vào bẫy. Sở Hoài vương bỏ liên minh với Tề, đồng thời cử sứ giả cùng Trương Nghi sang nước Tần để nhận đất.
Sau khi Trương Nghi về Tần, ông giả vờ ngã xe bị thương và không gặp sứ thần Sở trong ba tháng. Sở Hoài vương tưởng Trương Nghi cho rằng mình chưa tuyệt giao hẳn với nước Tề, lại sai người sang Tề mắng nhiếc vua Tề. Tề Tuyên vương tức giận, bỏ Sở liên minh với Tần. Trương Nghi biết kế đã thành, mới ra ngoài, nói với sứ giả là mình chỉ hứa dâng có sáu dặm đất phong của mình chứ không phải 600 dặm đất Thương Ư.
Sau khi sứ thần nước Sở về nước và báo cáo sự việc với vua Sở, Sở Hoài vương vô cùng tức giận khi biết mình bị lừa nên ra lệnh cho Khuất Cái tấn công đất Du Trung của nước Tần, đồng thời cử Cảnh Thúy dẫn quân bao vây thành Ung Thị của Hàn. Nước Tề cũng nhân cơ hội hợp binh với nước Tống để bao vây nước Ngụy đồng minh của Tần. Tần Huệ Văn vương phái quân đi ba hướng, một do Ngụy Chương làm tướng dẫn quân giải vây vùng Thương Ư, một do Cam Mậu dẫn quân đánh chiếm Hán Trung của Sở, một do Sư Lý Tật chỉ huy liên quân Hàn-Ngụy-Tần phản công quân Sở và Tề.
Năm 312 TCN, quân Tần và quân Hàn do Sư Lý Tật chỉ huy đã đánh bại quân của Cảnh Thúy tại Ung Thị, sau đó hội quân cùng Ngụy Chương. Liên quân Tần-Hàn giao chiến với quân Sở ở Đan Dương. Phùng Hầu Sửu và hơn 70 tướng bị bắt, Khuất Cái bị xử tử. Đồng thời, quân Tần kết hợp với quân Ngụy đánh bại quân Tề, bắt được tướng Tề là Khuông Chương.
Sở Hoài vương rất tức giận sau khi biết tin thất bại, ông huy động thêm quân đánh Tần. Tần và Sở giao chiến ở Lam Điền và quân Sở đã bị đánh bại. Sở Hoài vương buộc phải nhượng lại hai thành để đàm phán hòa bình với Tần.
Năm 311 TCN, Tần Huệ Văn vương băng hà, Tần Vũ vương lên nối ngôi, Trương Nghi và Ngụy Chương bị thất sủng. Sau đó, ông và Trương Nghi bị Tần Vũ vương trục xuất khỏi Tần về nước Ngụy. Kể từ đó, không có ghi chép nào về Ngụy Chương.

## Quan điểm hiện đại
Học giả hiện đại Mã Phi Bạch trong tác phẩm "Tần Kỷ Sử" cho rằng ở nước Tần có một "truyền thống", theo đó các đại thần chấp chính sẽ tiến cử những tướng lĩnh thân cận với mình nắm quyền chỉ huy quân đội bên ngoài triều đình, chẳng hạn như trường hợp của Trương Nghi và Ngụy Chương hay sau này là Ngụy Nhiễm với Bạch Khởi, Phạm Thư và Trịnh An Bình. Các đại thần cầm quyền và các tướng lĩnh đó có mối quan hệ bổ trợ lẫn nhau. Ví dụ, sau khi Trương Nghi mất quyền lực, Ngụy Chương cũng bị trục xuất. Sau khi Ngụy Nhiễm bị cách chức, Bạch Khởi bị xử tử. Sau khi Trịnh An Bình đầu hàng nước Triệu, Phạm Thư cũng từ chức và trở về phong ấp.

## Trong văn học
Hình ảnh Ngụy Chương cũng xuất hiện trong Đông Chu liệt quốc truyện của Phùng Mộng Long ở hồi 91 và 92.